# Arrondissement Béthune
Arrondissement Béthune je francouzský arrondissement ležící v departementu Pas-de-Calais v regionu Hauts-de-France. Člení se dále na 8 kantonů a 104 obcí.

## Kantony
od roku 2015:
- Aire-sur-la-Lys (část)
- Auchel
- Béthune
- Beuvry
- Bruay-la-Buissière
- Douvrin
- Lillers
- Nœux-les-Mines

před rokem 2015:
- Auchel
- Barlin
- Béthune-Est
- Béthune-Nord
- Béthune-Sud
- Bruay-la-Buissière
- Cambrin
- Divion
- Douvrin
- Houdain
- Laventie
- Lillers
- Nœux-les-Mines
- Norrent-Fontes